# Camcopter S-100

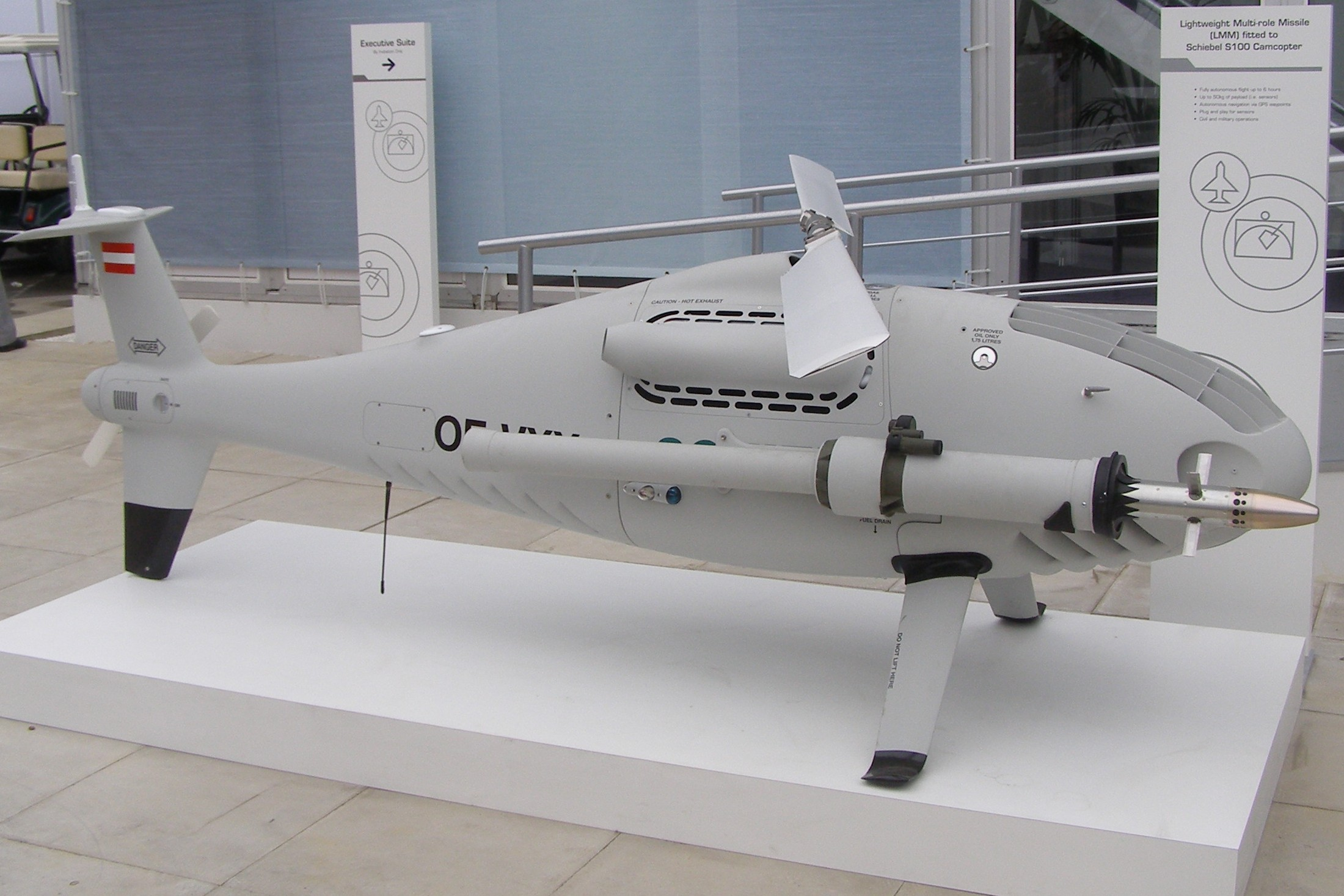
S-100 uzbrojony w rakiety Thales LMM

Camcopter S-100 – bezzałogowy śmigłowiec rozpoznawczy (UAV, ang. Unmanned Aerial Vehicle) wyprodukowany przez austriacką firmę Schiebel Elektronische Geräte GmbH.

## Geneza
W 1997 roku Agencja ds. Humanitarnego Rozminowania US Army złożyła zamówienie w firmie Schiebel na opracowanie autonomicznego systemu pionowego startu i lądowania, służącego do wykrywania min z powietrza, działającego w każdych warunkach atmosferycznych. W tym okresie Schiebel pracował nad lekkim śmigłowcem bezzałogowym Camcopter, mającym służyć jako latająca platforma do wykonywania zdjęć i filmów z powietrza. Do seryjnej produkcji wszedł Camcopter 5.0 i ten właśnie model przeszedł serie prób w Stanach Zjednoczonych, mających na celu sprawdzenie jego możliwości autonomicznego pionowego startu, przenoszenia i zrzutu środków bojowych w terenie zurbanizowanym (takich jak granaty dymne, granaty z gazem drażniącym, kolce do blokady ruchu drogowego, ulotki). Do identyfikacji rejonu zrzutu używano kamery FLIR (Forward-Looking InfraRed – obserwacja przedniej półsfery w podczerwieni). Próby potwierdziły możliwość w pełni autonomicznego lotu jak i sterowania pojazdem przez operatora z ziemi. W 1998 roku opracowano nową wersję z nowym silnikiem i zmienionym podwoziem Camcopter 5.1. W sierpniu 2000 roku śmigłowiec testowany był przez Straż Wybrzeża USA w misjach poszukiwawczo-ratowniczych oraz operacjach zwalczania przemytu narkotyków. Camcopter 5.1 Mk 2 został zamówiony przez US Army, firmę Thales i Marynarkę Wojenną Egiptu.

## Budowa
W 2003 roku rozpoczęto opracowywanie nowej wersji śmigłowca o większym udźwigu i zasięgu. Tak doszło do powstania Camcoptera S-100, którego pierwszym nabywcą zostały Zjednoczone Emiraty Arabskie w 2005 roku. W 2013 roku Thales zakończył próby integracji aparatu z podwieszanym radarem, z anteną fazowaną I-Master. Nowy radar umożliwia wykonywanie szczegółowych map oraz wykrywanie poruszających się obiektów w terenie bez względu na warunki atmosferyczne.

## Użytkownicy
W 2004 roku Zjednoczone Emiraty Arabskie (ZEA) zakupiły 60 aparatów oraz uruchomiły ich licencyjną produkcję w kraju. Budową zajęła się firma Abu Dhabi Autonomous Systems Investments, która wyprodukowała aparaty pod lokalnym oznaczeniem Al-Sabr. Maszyny zostały dostarczone w latach 2007–2008 a w latach 2011-2012 przeszły modernizację polegającą na instalacji głowicy optoelektronicznej L3 Wescam MX-10. Jeden z aparatów należący do ZEA został zestrzelony 2 czerwca 2019 roku przez rebeliantów Huti w trakcie walk w Jemenie. Kolejne dwa zestrzelone S-100 ZEA utraciły w Jemenie 1 listopada 2019 roku i 9 listopada tego samego roku.
Camcopterami zainteresowana była również marynarka wojenna Singapuru i Australii. W przypadku Australii, w 2015 roku uruchomiła ona program Navy Minor Project 1942 Maritime Tactical Unmanned Aircraft System (MTUAS) – Interim Capability. Jego celem było zebranie doświadczeń i opracowanie procedur eksploatacji morskich, bezzałogowych aparatów latających. W ramach prowadzonych testów, w pierwszej kolejności zakupiono dwa zestawy, każdy po cztery aparaty, amerykańskich Boeing Insitu ScanEagle. W grudniu 2016 roku zakupiono dwa S-100 celem prowadzenia dalszych prób. Ich dostawa została zrealizowana do kwietnia 2018 roku. Tak długi termin realizacji związany był z prośbą strony australijskiej o przystosowanie S-100 do pracy na paliwie mniej palnym niż standardowe oferowane przez producenta. W 2020 roku australijski Departament Obrony, zapoczątkował kolejny etap programu MTUAS – Project SEA 129 Phase 5. Jego efektem był podjęta w maju 2022 roku decyzja o zakupie aparatów S-100. Transakcja jest rozłożona na kilka etapów.
Schiebel wraz z firmą Thales UK zaoferowały maszyny Royal Navy. W 2008 roku odbyły się próby śmigłowca na okrętach wojennych Indii i Pakistanu. W listopadzie 2008 roku S-100 przeszedł cykl testów na pokładach korwet marynarki wojennej Niemiec. Ostatecznie Niemcy dla swojej marynarki zakupiły sześć sztuk Camcoptera. Podobne próby przeprowadziła marynarka wojenna Francji. System znalazł również użytkowników cywilnych. S-100 monitoruje instalacje wydobycia ropy naftowej. Europejska Agencja Kosmiczna wykorzystuje S-100 do badania trajektorii lotu różnych ładunków, które mają być przenoszone przez lądowniki planetarne. Aparat wszedł w skład rosyjskiego systemu rozpoznawczego Gorizont Air S-100 wykorzystywanego przez rosyjską straż graniczną, a montażem aparatu na terenie Rosji zajęła się spółka Gorizont z Rostowa nad Donem. W 2010 roku 18 aparatów zakupiły Chiny z przeznaczeniem dla własnej marynarki wojennej. Dwa lata później sfotografowano prawdopodobnie jeden z nich, operujący z pokładu chińskiej fregaty typu 054A. 
W 2010 roku dwa aparaty zakupiła Jordania. Jordańskie maszyny wyposażono w głowicę optoelektroniczną L-3 Wescam MX-10.
W ramach programu Albatros, zakupione mają zostać S-100, które trafią na pokłady polskich wielozadaniowych fregat rakietowych obrony powietrznej i przeciwbalistycznej typu Wicher.

## Uzbrojenie
W czerwcu 2008 roku Thales UK poinformował o próbach śmigłowca z uzbrojeniem składającym się z dwóch wielozadaniowych pocisków Thales LMM o masie 13 kg każdy.